# Ruggero Maregatti
Ruggero Maregatti   (Milà, 14 de juliol de 1905 - Milà, 20 d'octubre de 1963) va ser un atleta italià, especialista en curses de velocitat, que va competir durant les dècades de 1920 i 1930.
El 1932 va prendre part en els Jocs Olímpics de Los Angeles, on guanyà la medalla de bronze en els 4x100 metres relleus del programa d'atletisme formant equip amb Giuseppe Castelli, Gabriele Salviati i Edgardo Toetti.
En el seu palmarès també destaquen 18 campionats nacionals: 100 metres (1924 i 1925), 200 metres (1924, 1929-1931) i uns altres 12 en diferents relleus (4x100, 4x200, relleu suec i relleu olímpic).

## Millors marques
- 100 metres llisos. 10.6" (1930)
- 200 metres llisos. 21.6" (1931)[1][2]